# Virazeil
Virazeil – miejscowość i gmina we Francji, w regionie Nowa Akwitania, w departamencie Lot i Garonna.
Według danych na rok 1990 gminę zamieszkiwało 1631 osób, a gęstość zaludnienia wynosiła 82 osób/km² (wśród 2290 gmin Akwitanii Virazeil plasuje się na 256. miejscu pod względem liczby ludności, natomiast pod względem powierzchni na miejscu 533.).